# Agdistis unguica
Agdistis unguica là một loài bướm đêm thuộc họ Pterophoridae. Loài này có ở Nam Phi.